# 乔·巴克海尔特
约瑟夫·巴克海尔特（英語：Joseph Buckhalter，1937年8月1日—），美国NBA联盟前职业篮球运动员。他在1958年的NBA选秀中第12轮第81顺位被圣路易斯鹰选中。